# 1. deild kvinnur (1991)
W roku 1991 odbyła się 7. edycja 1. deild kvinnur – pierwszej ligi piłki nożnej kobiet na Wyspach Owczych. W rozgrywkach wzięło udział 8 klubów z całego archipelagu. Tytułu mistrzowskiego broniła drużyna Skála ÍF, jednak przejął go od niej klub ÍF Fuglafjørður, zdobywając go po raz pierwszy w swojej historii.

## Uczestnicy
| Uczestnicy 1. deild kvinnur 1990                                                                              | Uczestnicy 1. deild kvinnur 1990 | Uczestnicy 1. deild kvinnur 1990 | Uczestnicy 1. deild kvinnur 1990 |
| --- | -------------------------------- | -------------------------------- | -------------------------------- |
| Skála | Skála ÍF                         | 1                                |                                  |
| HB | HB Tórshavn                      | 2                                |                                  |
| ÍF | ÍF Fuglafjørður                  | 3                                |                                  |
| KÍ | KÍ Klaksvík                      | 4                                |                                  |
| B36 | B36 Tórshavn                     | 5                                |                                  |
| VB | VB Vágur                         | 6                                |                                  |
| EB | EB Eiði                          | 7                                |                                  |
| Awans z 2. deild kvinnur 1990                                                                                 |                                  |                                  |                                  |
| MB | MB Miðvágur                      |                                  |                                  |
| Oznaczenia: - kolumna pierwsza – skróty nazw drużyn, - kolumna trzecia – miejsce zajęte w poprzednim sezonie. |                                  |                                  |                                  |

## Rozgrywki

### Tabela ligowa
| Lp. | Drużyna             | M  | Z  | R | P  | Bramki | Bramki | Różn. | Pkt | Uwagi              |
| --- | ------------------- | -- | -- | - | -- | ------ | ------ | ----- | --- | ------------------ |
| 1   | ÍF Fuglafjørður (M) | 14 | 11 | 2 | 1  | 48     | 12     | +36   | 24  |                    |
| 2   | KÍ Klaksvík         | 14 | 9  | 1 | 4  | 31     | 22     | +9    | 19  |                    |
| 3   | HB Tórshavn         | 14 | 7  | 3 | 4  | 29     | 10     | +19   | 17  |                    |
| 4   | Skála ÍF            | 14 | 7  | 3 | 4  | 28     | 21     | +7    | 17  |                    |
| 5   | B36 Tórshavn        | 14 | 5  | 2 | 7  | 19     | 15     | +4    | 12  |                    |
| 6   | EB Eiði             | 14 | 6  | 0 | 8  | 14     | 25     | −11   | 12  |                    |
| 7   | VB Vágur            | 14 | 4  | 3 | 7  | 16     | 21     | −5    | 11  |                    |
| 8   | MB Miðvágur (S)     | 14 | 0  | 0 | 14 | 2      | 61     | −59   | 0   | Spadek do 2. deild |

### Wyniki spotkań
| Gospodarz \ Gość | B36 | EB  | HB  | ÍF  | KÍ  | MB  | Skála | VB  |
| B36 Tórshavn     |     | 1:0 | 0:1 | 3:2 | 0:0 | 3:0 | 0:1   | 0:1 |
| EB Eiði          | 1:0 |     | 3:0 | 0:4 | 1:3 | 1:0 | 0:1   | 2:0 |
| HB Tórshavn      | 2:0 | 6:0 |     | 1:1 | 0:2 | 7:0 | 1:1   | 1:1 |
| ÍF Fuglafjørður  | 3:1 | 4:0 | 1:0 |     | 3:0 | 6:0 | 3:3   | 4:0 |
| KÍ Klaksvík      | 3:2 | 1:2 | 0:4 | 2:5 |     | 5:0 | 5:1   | 2:1 |
| MB Miðvágur      | 0:6 | 0:4 | 0:5 | 0:5 | 2:3 |     | 0:6   | 0:4 |
| Skála ÍF         | 1:3 | 3:0 | 1:0 | 1:3 | 0:3 | 4:0 |       | 1:1 |
| VB Vágur         | 0:0 | 2:0 | 0:1 | 1:4 | 1:2 | 2:0 | 2:4   |     |

Aktualne na 21 kwietnia 2015. Źródło: FaroeSoccer.com
Objaśnienia:
1Drużyna gospodarzy jest wymieniona po lewej stronie tabeli.
Kolory: zielony – zwycięstwo gospodarzy, żółty – remis, różowy – zwycięstwo gości.